# Ochotona mantchurica
El pika manchuriano (Ochotona mantchurica) es una especie de mamífero de la familia Ochotonidae. Se encuentra en las montañas del noreste de China en Mongolia Interior, específicamente en las cordilleras Khingan Menor y Khingan Mayor, así como en partes de Krai de Zabaykalsky. Está clasificada como una especie de menor preocupación en la Lista Roja de Especies Amenazadas de la Unión Internacional para la Conservación de la Naturaleza.